# Codex Upsaliensis

Ärvdabalken

Codex Upsaliensis, även Uppsala-Eddan, är en handskrift från cirka 1300–1325 som förvaras på Carolina Rediviva, Uppsala universitetsbibliotek. Codexen innehåller bland annat Snorres Edda och Skáldatal, och dess signum är DG 11.

## Textens upplägg
Det finns tre nästan fullständiga medeltida handskrifter av Snorres Edda, varav DG 11 anses vara den äldsta och den är även den kortaste. Codexen är skriven av en skrivare, bortsett från en del lönnskrift. Skrivaren har varit tekniskt skicklig och har identifierats som skriftens redaktör.

## Historia
DG 11 anses ha skrivits på västra Island. Biskopen Brynjólfur Sveinsson skänkte år 1639 codexen till den danske samlaren Stephanus Johannis Stephanius. Dennes änka sålde codexen år 1651, tillsammans med en del andra handskrifter, till Magnus Gabriel De la Gardie. De la Gardie donerade år 1669 dessa skrifter, tillsammans med bland andra silverbibeln, till Uppsala universitetsbibliotek. Denna donation kallas för De la Gardie-samlingen och består av 65 volymer.

## Innehåll
Codex Upsaliensis innehåller följande texter:
- Skáldskaparmál
- Skáldatal
- Genealogica & tabulae regiae
- Snorres Edda
- Ragnarsdrápa
- Málfrœðiritgerðirnar
- Önnur málfræðiritgerðin
- Háttatal